# Центр (Екатеринбург)
Виды с высоты
Центральный жилой район или Центр — жилой район (микрорайон) Екатеринбурга.  Расположен в центральной части города. По Генеральному плану северная граница микрорайона проходит по улице Челюскинцев, южная — по ул. Фурманова (бывшей 1-й Загородной улице), западная — по Московской улице, восточная — по Восточной улице. Микрорайон включает в себя почти всю территорию старого Екатеринбурга (в границах 1917 года).

## Достопримечательности
- Храм на Крови
- Памятник Татищеву и де Геннину
- Дом Севастьянова
- Усадьба Расторгуевых — Харитоновых
- Улица Вайнера

## Транспорт
Главной транспортной магистралью микрорайона является проспект Ленина. Важными транспортными магистралями являются также улицы 8 Марта, Белинского, Куйбышева и др.
Городской транспорт в центре представлен автобусами, трамваями, троллейбусами, маршрутными такси. На территории района действуют четыре станции метро: «Уральская», «Динамо», «Площадь 1905 года», «Геологическая», а также есть недостроенная станция метро «Бажовская».

## Электронные ресурсы
- Петкевич Т. А. Центральный // Энциклопедия Екатеринбурга [Электрон. ресурс] : электронная энциклопедия. — Электрон. дан. и прогр. — Екатеринбург. : ИИиА УрО РАН, год не указан. — 1 электрон. опт. диск (CD-ROM)